# Kazimierz Szołoch
Kazimierz Szołoch (ur. 8 kwietnia 1932 w Raciborowicach, zm. 10 marca 2009 w Gdańsku) – polski robotnik i działacz związkowy.

## Życiorys
Współzałożyciel komitetu strajkowego w Stoczni Gdańskiej im. Lenina (sierpień 1980) i jeden z przywódców Grudnia 1970, w latach 1978–1980 działacz WZZ i ROPCiO, później w NSZZ „Solidarność”.
Rozpracowywany przez Służbę Bezpieczeństwa MSW, Grupę VI Wydziału III Komendy Wojewódzkiej Milicji Obywatelskiej w Gdańsku w ramach Sprawy Obiektowej „Jesień 70” Kazimierz Szołoch w 1971 ukrywał się. Wielokrotnie szykanowany i zwalniany z pracy.
W ostatnim okresie życia Kazimierz Szołoch, podobnie jak Joanna Gwiazda, Andrzej Gwiazda, Anna Walentynowicz czy Krzysztof Wyszkowski, uznawał, że Lech Wałęsa miał agenturalną przeszłość.
W 2007 Prezydent Rzeczypospolitej Polskiej Lech Kaczyński odznaczył dawnego stoczniowca Krzyżem Oficerskim Orderu Odrodzenia Polski. Został pochowany na Cmentarzu Komunalnym w Pruszczu Gdańskim. Postanowieniem prezydenta Andrzeja Dudy z 13 marca 2018 został pośmiertnie odznaczony Krzyżem Wolności i Solidarności.

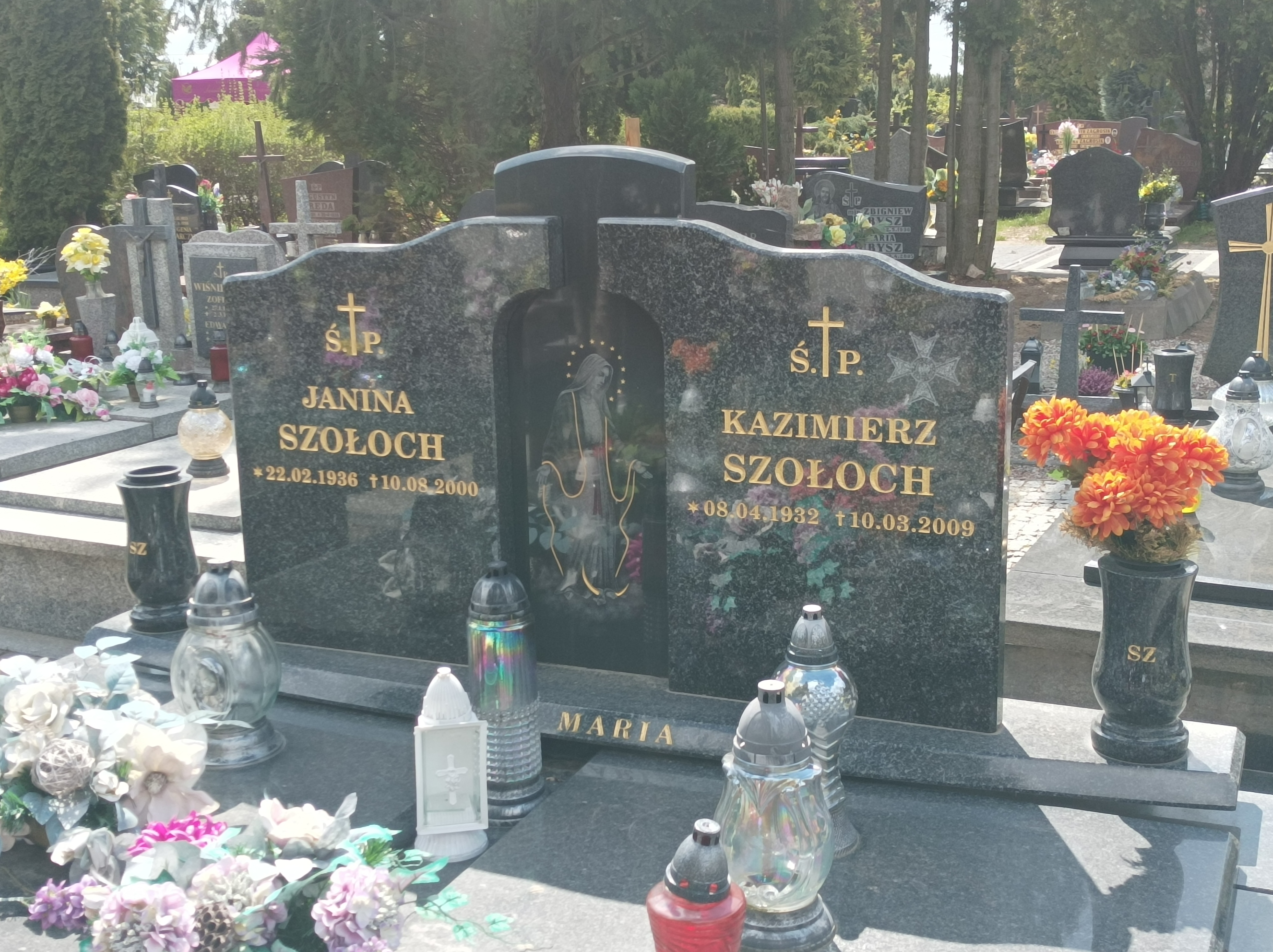
Grób Kazimierza Szołocha w Pruszczu Gdańskim